# Anxi
För andra betydelser, se Anxi (olika betydelser).
Anxi, tidigare stavat Anki, är ett härad som ingår i staden Quanzhou på prefekturnivå i provinsen Fujian i sydöstra Kina.

## Administrativ indelning
Anxi är indelat i 15 köpingar och nio socknar.
Köpingar (zhen):

- Cannei (参内镇)
- Changqing (长卿镇)
- Chengxiang (城厢镇)
- Fengcheng (凤城镇)
- Gande (感德镇)
- Guanqiao (官桥镇)
- Huqiu (虎邱镇)
- Hutou (湖头镇)
- Jiandou (剑斗镇)
- Jingu (金谷镇)
- Kuidou (魁斗镇)
- Longmen (龙门镇)
- Lutian (芦田镇)
- Penglai (蓬莱镇)
- Xiping (西坪镇)

Socknar (xiang):

- Bailai (白濑乡)
- Daping (大坪乡)
- Futian (福田乡)
- Hushang (湖上乡)
- Lantian (蓝田乡)
- Longjuan (龙涓乡)
- Shangqing (尚卿乡)
- Taozhou (桃舟乡)
- Xianghua (祥华乡)